# Silter
Le silter est un fromage italien à pâte pressée non cuite, fabriqué dans la province de Brescia en Lombardie, à partir de lait de vache cru. Il bénéficie d'une appellation d'origine protégée depuis 2015. 

## Description
Le fromage se présente sous forme de meules de 34 à 40 cm de diamètre et de 8 à 10 cm de hauteur. Chaque meule pèse entre 10 et 16 kg. La croûte est dure et de couleur jaune pouvant tendre vers le brun en fonction de l’huilage et de l’affinage. Sa teneur en matière grasse est comprise entre 27 et 45 % (sur extrait sec) en fonction de l'affinage. Sa croûte est décorée d'une frise reproduisant une peinture rupestre typique du val Camonica, délimitée par des edelweiss.

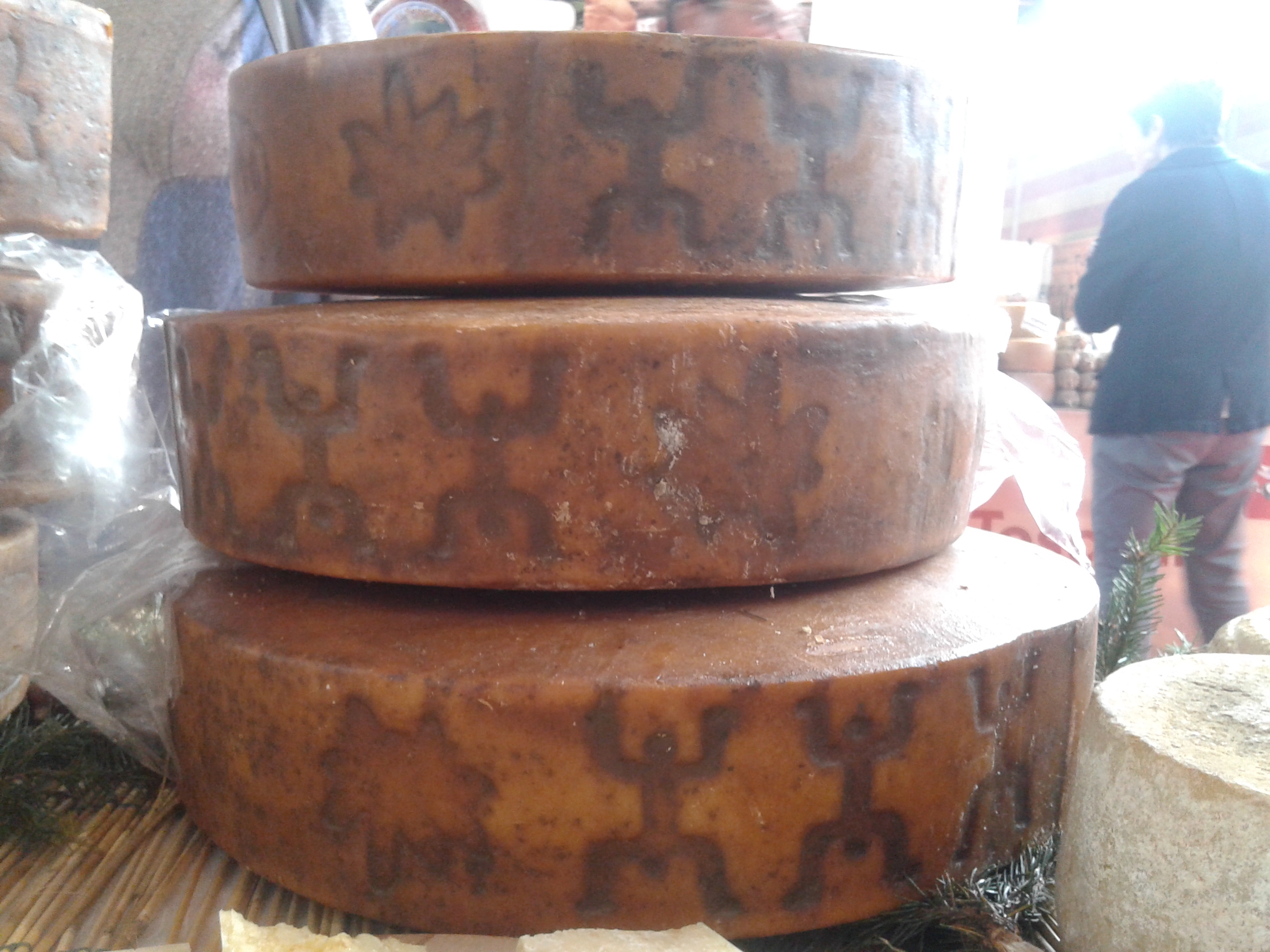
Marquage reproduisant une peinture rupestre sur la tranche d'une meule de Silter.

## Fabrication
Le silter est produit toute l'année à partir de lait de vache cru et partiellement écrémé. Ce lait provient de vaches de race Brune, Grise alpine ou Pie rouge, avec un minimum de 60 % de race Brune. L'utilisation de lait partiellement écrémé, obtenu par décantation, explique sa teneur en matière grasse relativement faible. Ce lait provient de 47 communes situées dans les communautés de montagne de Val Camonica et Sebino Bresciano (it) de la province de Brescia en Lombardie. L'affinage dure au minimum 100 jours durant lesquels le fromage est régulièrement huilé, gratté et retourné. Le nom du fromage vient de celui des silter : caves où étaient traditionnellement affiné ce fromage.   

## Utilisation
Le silter peut se manger tel quel, mais est également souvent utilisé rappé en assaisonnement. Il peut aussi être utilisé en cuisine par exemple pour lier un risotto, ou dans la farce des casoncelli (it) (raviolis typiques des provinces de Bergame et Brescia).